# Beloved (album Glay)
Beloved – czwarty album japońskiego zespołu Glay wydany 18 listopada 1996 roku przez Platinum Records / PolyGram.

## Lista utworów
1. Groovy Tour – 6:12
2. Lovers Change Fighters, Cool – 3:59
3. Beloved – 4:45
4. Shutter Speeds no Theme (jap. Shutter SpeedSのテーマ) – 3:26
5. Fairy Story – 4:06
6. Kanariya (jap. カナリヤ) – 6:52
7. Hit the World Chart! – 5:29
8. A Boy -Zutto Wasurenai- (jap. a Boy〜ずっと忘れない〜) – 4:52
9. Haru wo Aisuru Hito (jap. 春を愛する人) – 5:02
10. Curtain Call (jap. カーテンコール) – 5:34
11. Miyako Wasure (jap. 都忘れ) – 5:03
12. Rhapsody – 5:18